# Rocinela niponia
Rocinela niponia là một loài chân đều trong họ Aegidae. Loài này được Richardson miêu tả khoa học năm 1909.